# El vigesimocuarto y último libro de Amadís de Gaula
El vigesimocuarto y último libro de Amadís de Gaula (Das Vier vnd zwentzigst buch der Historien vom Amadis auß Franckreich) es un libro de caballerías alemán, que fue publicado por primera vez en Fráncfort en 1595, como parte del llamado ciclo de Amadís de Francia. Fue traducido al francés y publicado en París en 1615 por el impresor Gilles Robinot, con el título de Le vingt quatrieme et dernier livre d'Amadis de Gaule. Se desconoce quién fue su autor. Se divide en 79 capítulos. En el original alemán la obra se presentó como traducida del francés, mientras que en la versión francesa la obra se presentó como una traducción del español, pero es indiscutiblemente una obra alemana y no existe ningún original en lengua española, ni ninguna versión francesa anterior a 1595. Es una continuación de El vigesimotercer libro de Amadís de Gaula, publicado en 1594 en Fráncfort, que también apareció en francés en 1615.
La obra, que en el original alemán tiene 87 capítulos y en su versión francesa 79, relata las aventuras de diversos personajes del ciclo de Amadís de Gaula, entre ellos Safiramán de Trapisonda, hijo de Esferamundi de Grecia, emperador de Trapisonda, y su esposa Ricarda, así como de su primo Hércules de Astra, hijo de Amadís de Astra y su esposa Roseliana. Aunque al final del libro se indica que Safiramán tuvo con su esposa Rosorea  (hija de Anaxartes y Oriana) dos hijos llamados Orliandro y Amadís de Trapisonda, el anónimo autor le puso expresamente punto final al ciclo amadisiano en el último capítulo.

## Continuación
Aunque el libro fue presentado como el último del ciclo amadisiano, este fue continuado en la Primera parte de Le Romant des Romans de Gilbert Saulnier Duverdier, publicada en París en 1626., que pasó por alto los tres amadises alemanes y continuó la acción donde había concluido la de la serie de Esferamundi de Grecia. Sin embargo, Saulnier Duverdier basó parte del argumento de sus obras en el de los amadises alemanes y repitió varios de sus personajes, como Fulgorán de Canabea.